# Kansai Telecasting Corporation

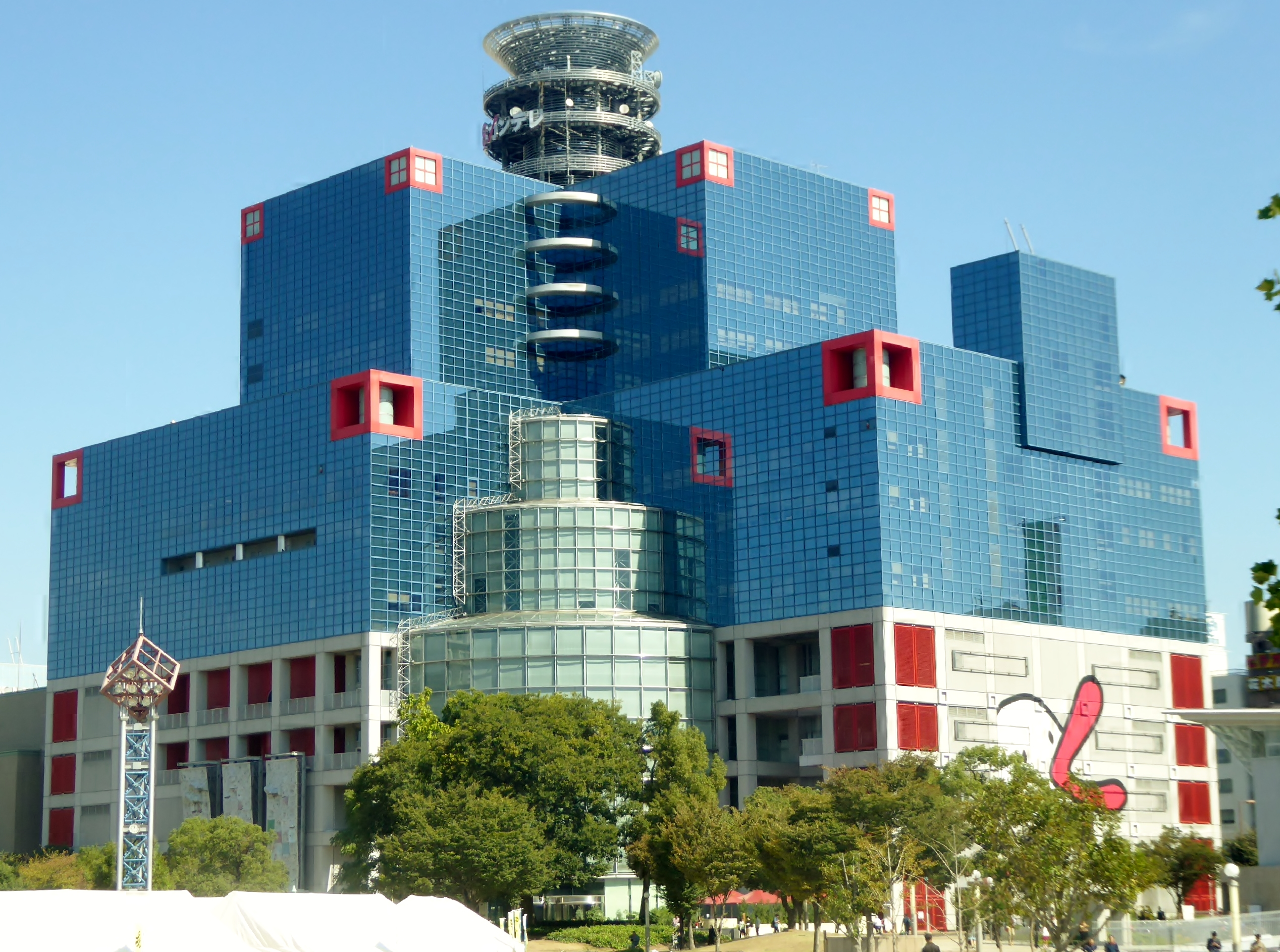
Siège de KTV à Osaka.

Kansai Telecasting Corporation (関西テレビ放送株式会社, Kansai Terebi Hōsō Kabushiki Gaisha, KTV), souvent nommée Kansai TV (関西テレビ, Kansai-terebi) ou Kantele (関テレ), est une chaîne de télévision filiale des chaînes Fuji News Network (FNN) et Fuji Network System (FNS) basée à Osaka au Japon. La mascotte de la chaîne se nomme Hachiemon.

## Sièges
- Siège social - 1-7, Ogimachi Nichome, Kita-ku à Osaka, Japon
- Tokyo Branch Office - Jiji Tsushin Building, 15-8, Ginza Gochome, Tokyo, Japon
- Nagoya Branch Station - Telepia, 14-25, Higashi-Sakura Itchome, Higashi-ku, Nagoya, Japon

### Les journaux

#### Tous les dimanches matin
- KTV News (KTVニュース?) – de 6h00 à 6h15

#### En semaine, avant midi
- FNN Speak (FNNスピーク?) – de 11h30 à midi en semaine et de 11h45 à midi le samedi
- KTV News (KTVニュース?) – de 11h50 à midi le dimanche

#### En semaine, en début de soirée
- FNN Supernews Anchor (FNNスーパーニュースアンカー?) – à partir de 16 h 54 jusqu'à 19h00 en semaine
- FNN Supernews WEEKEND (FNNスーパーニュースWEEKEND?) – à partir de 17h30 jusqu'à 18h00 tous les week-ends

#### En semaine, avant 21h00
- KTV News Pick Up – à partir de 20h54 jusqu'à 21h00 tous les jours (Régulièrement des info de Tokyo, parfois des info d'Osaka)

### Informations
- Prêts, partez! (よ～いドン!?)
- Momoko no Oh! Sore! Miyo! (モモコのOH!ソレ!み～よ!?)

### Variétés
- SMAP×SMAP (dit : SMAP SMAP)
- Nambo de Nambo (ナンボ DE なんぼ?)
- Takajin Mune Ippai (たかじん胸いっぱい?)
- Samma no Mamma (さんまのまんま?)
- R-1 Grand Prix
- Hakkutsu! Aru-aru Dai-Jiten → Hakkutsu! Aru-aru Dai-Jiten II (発掘!あるある大事典→発掘!あるある大事典II?)

### Dramasproduits par Kansai TV
- 27 FNS stations (not including TV Miyazaki) : de 10h à 10h54, tous les samedis.

Dramas anciennement diffusés
- Sommelier (ソムリエ)
- Bokuno Ikirumichi (Ma manière de vivre) (僕の生きる道)
- Bokuto Kanojoto Kanojono Ikirumichi (Moi, elle, et sa manière de vivre) (僕と彼女と彼女の生きる道)
- At Home Dad (アットホーム・ダッド)
- Gambatte Ikimasshoi (がんばっていきまっしょい) (entièrement produit par Kansai TV)
- Oniyome Nikki (鬼嫁日記)
- Busu no Hitomi ni Koishiteru (Je ne peux détourner mon regard des moches) (ブスの瞳に恋してる) (entièrement produit par Kansai TV)
- L'homme qui ne pouvait se marier (結婚できない男, Kekkon Dekinai Otoko)
- Bokuno Arukumichi (Ma manière de marcher) (僕の歩く道)
- Himitsu no Hanazono (ヒミツの花園)
- Ushi ni negai wo~Love & Farm~ (牛に願いを～Love & Farm～) (entièrement produit par Kansai TV)
- Parents infidèles (モンスターペアレント)
- Vêtements (リアル・クローズ) (entièrement produit par Kansai TV), etc.

### Sports
- PRIDE & SPIRIT Baseball professionnel Nippon 2010 (PRIDE & SPIRIT 日本プロ野球 2010?, équipe des Hanshin Tigers et des Orix Buffaloes)
- Marathon d'Osaka (大阪国際女子マラソン?, lancé par la Fédération Japonaise d'Athlétisme, Kansai TV, Sankei Shimbun, Sankei Sports, Radio Osaka et la ville d'Osaka)
- Sport hippique (競馬beat?)
- Golf

## Autres stations dans la région de Kansai

### Radio et TV
- Mainichi Broadcasting System, Inc. (MBS, 毎日放送)
- Asahi Broadcasting Corporation (ABC, 朝日放送)
- Kyoto Broadcasting System Co., Ltd. (KBS Kyoto, 京都放送, KBS京都)

### TV seulement
- Yomiuri Telecasting Corporation (ytv, 読売テレビ)
- Television Osaka, Inc. (テレビ大阪)
- SUN-TV (サンテレビ)
- Biwako Broadcasting (びわ湖放送)
- Nara TV (奈良テレビ)
- TV Wakayama (テレビ和歌山)

### Radio seulement
- Osaka Broadcasting Corporation (OBC, Radio Osaka, ラジオ大阪)
- FM OSAKA
- FM 802

## Mascotte
La mascotte de la chaîne se nomme Hachiemon (ハチエモン). On peut la décrire comme un œuf d'oiseau pourvu de lèvres. Elle a été la vedette d'un jeu vidéo intitulé Hachiemon, sorti sur Game Boy Advance en 2003. Celui-ci a été développé par Natsume et édité par Namco.